# قطعنامه ۱۴۳۶ شورای امنیت
قطعنامه ۱۴۳۶ شورای امنیت سازمان ملل متحد که در تاریخ ۲۴ سپتامبر ۲۰۰۲ تصویب شد، سندی بین‌المللی دربارهٔ بررسی وضعیت در سیرالئون است. این قطعنامه طی نشست ۴۶۱۵ام با ۱۵ رای موافق، ۰ مخالف و ۰ ممتنع تصویب شد.